# Erissus mirabilis
Erissus mirabilis är en spindelart som först beskrevs av Soares 1942.  Erissus mirabilis ingår i släktet Erissus och familjen krabbspindlar. Inga underarter finns listade i Catalogue of Life.